# Canal de Craponne
Pour la décision judiciaire, voir Canal de Craponne (arrêt).

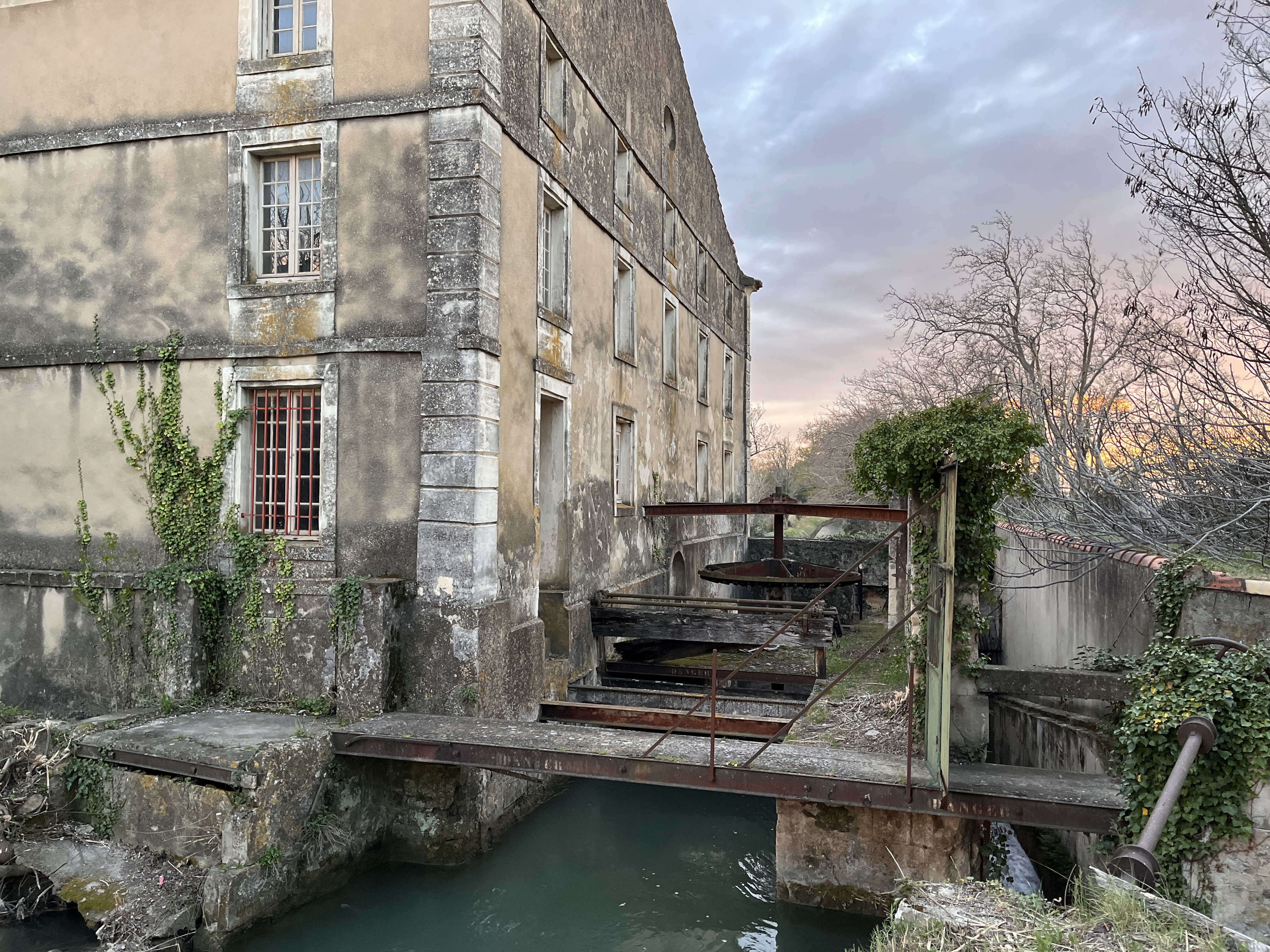
Vestige d'un moulin sur la canal de Craponne à hauteur de Saint-Martin-de-Crau, qui servait à alimenter en force motrice des ateliers dans le bâtiment à gauche de la photo.

Le canal de Craponne, canal situé dans le département des Bouches-du-Rhône, relie la Durance au Rhône. L'objet initial du canal était d'amener de l'eau à Salon-de-Provence et à la plaine de la Crau. Il a été ensuite prolongé pour aller jusqu'à Arles. Un embranchement le fait communiquer avec l'étang de Berre en formant une île au-dessous de Salon-de-Provence. Il doit son nom à l'ingénieur Adam de Craponne qui l'a conçu et a commencé sa réalisation.

## Histoire

### Le canal entre la Durance et Salon

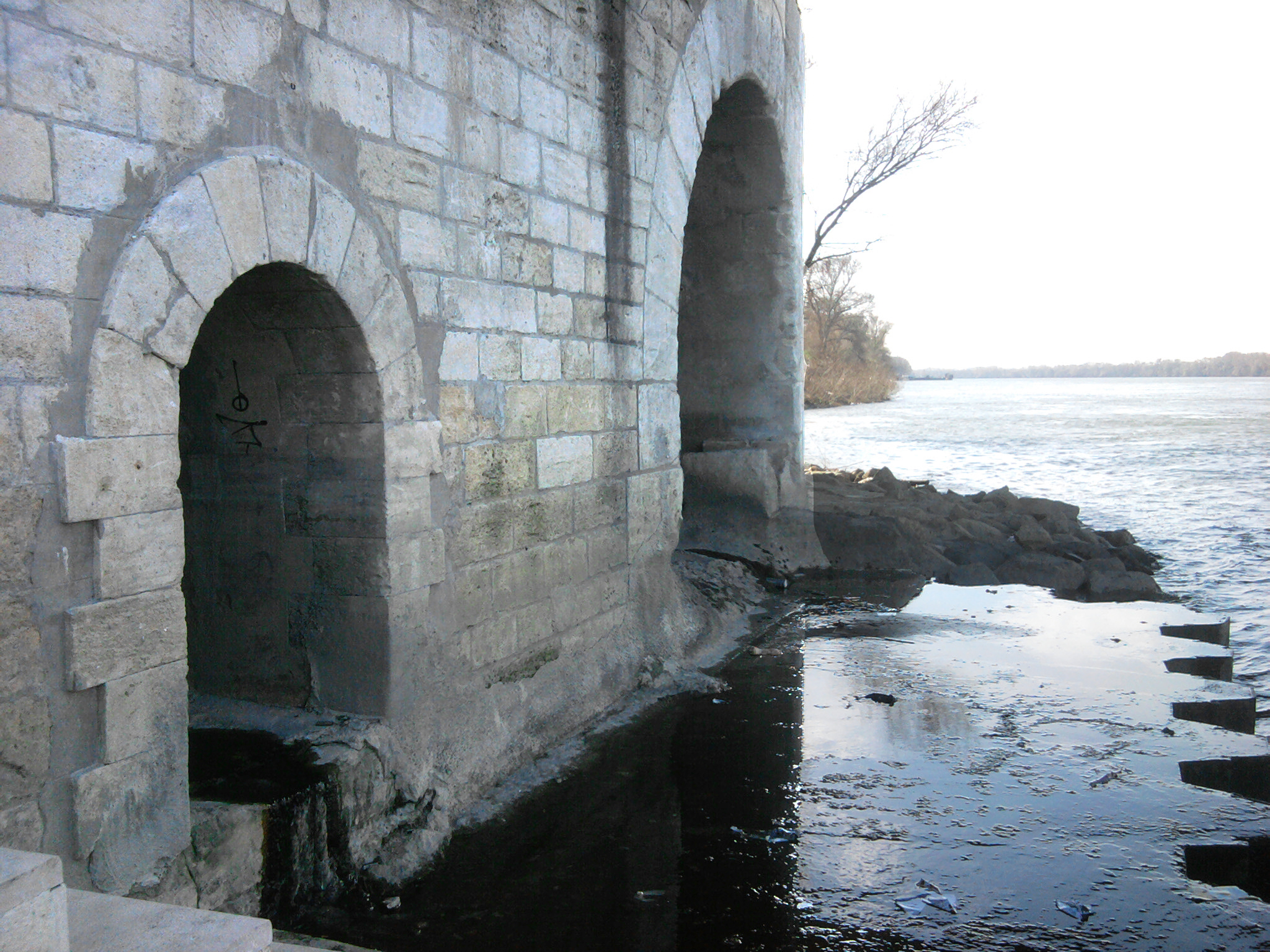
Embouchure du canal de Craponne à Arles.

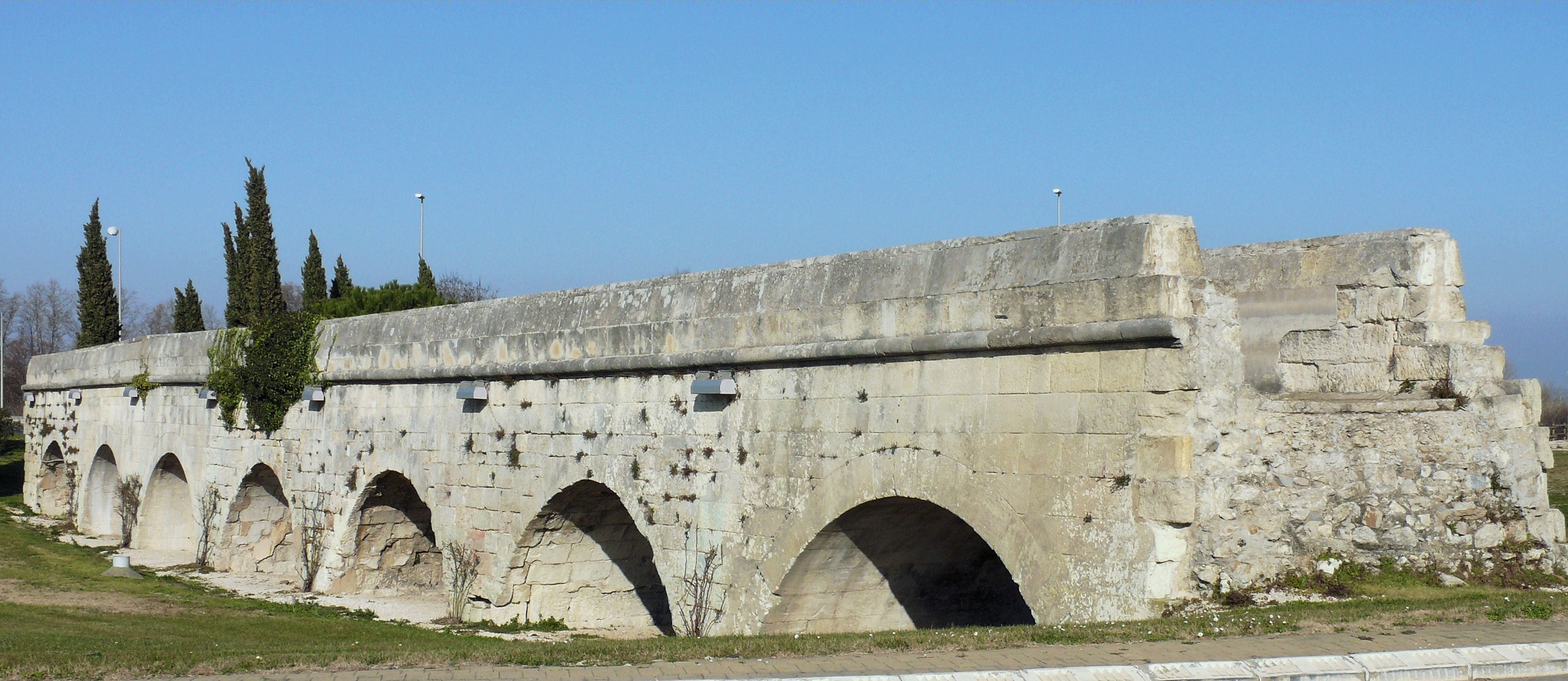
Vestiges du pont-aqueduc de
Pont-de-Crau.

Adam de Craponne obtient le 17 août 1554 le droit de prendre l'eau dans la Durance pour la conduire jusqu'à Salon-de-Provence. Il commence les travaux la même année. Le canal part de la basse-Durance, près de La Roque-d’Anthéron, suit la vallée du côté sud pour franchir le « pertuis de Lamanon ».  L'eau du canal alimente les fontaines de Salon-de-Provence et fournit l'eau nécessaire à l'irrigation des sols arides de la Crau, au sud des Alpilles, avant d’atteindre l'étang de Berre en suivant un parcours très sinueux. L'eau arrive à Salon en 1559. Les premières années, le canal sert à faire fonctionner des moulins alimentant en force motrice des ateliers. Il sert progressivement puis exclusivement à l'irrigation.
Le canal connaît un tel succès qu'il devient rapidement essentiel à l'économie locale, ce qui oblige Craponne à l'agrandir à plusieurs reprises.

### La branche d'Arles du canal
Le 3 mai 1581, les frères Ravel, anciens anniveleurs d'Adam de Craponne, obtiennent des consuls d'Arles le droit de construire un canal pour arroser la plaine de la Crau. Ils ont demandé et obtenu l'appui de Robert de Montcalm, conseiller du roi et président en sa cour du parlement d'Aix qui a consacré une partie de sa fortune pour les aider à construire dans un temps record le canal d'Arles. Par un acte du 29 août 1583, Robert de Moncalm s'est vu attribuer les deux neuvièmes des parts de l'œuvre d'Arles. En 1584, les associés de l'œuvre d'art ont dû construire le pont-aqueduc du pont de Crau pour éviter un marécage et jeter l'eau du canal d'Arles dans le Rhône et éviter les fièvres malignes dues à l'eau de fuite, ce qui a entraîné un coût important et une transaction le 22 août 1585. Deux consuls d'Arles ayant poussé la population contre cette construction, Robert de Montcalm les fait appeler à comparaître devant le parlement d'Aix en novembre 1585. Robert de Montcalm meurt à Arles le 20 octobre 1585, ce qui sauve la branche d'Arles du canal de Craponne.

## Sources
Cet article comprend des extraits du Dictionnaire Bouillet. Il est possible de supprimer cette indication, si le texte reflète le savoir actuel sur ce thème, si les sources sont citées, s'il satisfait aux exigences linguistiques actuelles et s'il ne contient pas de propos qui vont à l'encontre des règles de neutralité de Wikipédia.